# Locomotiva JŽ 362
La locomotiva 362 delle ferrovie jugoslave (JŽ) era una locomotiva elettrica articolata costruita dall'italiana Ansaldo dal 1960 al 1969 basandosi sul progetto della locomotiva E.636 delle Ferrovie dello Stato.
Fu ordinata per esercire le linee ferroviarie del nord della Jugoslavia elettrificate a corrente continua con tensione di 3 kV, sulle quali erano fino ad allora in servizio solo delle vecchie 361 (ex E.626 italiane rimaste in Jugoslavia dopo la seconda guerra mondiale).
La prima serie, di 40 unità (362.001-040), entrò in servizio dal 1960 al 1967. Nel 1968-69 seguì la seconda serie di 10 unità (362.101-110), con alcune modifiche rispetto alle precedenti.
Nel 1988 e nel 1991 due unità vennero trasformate sperimentalmente al sistema di elettrificazione a corrente alternata monofase con tensione di 25 kV e frequenza di 50 Hz, venendo riclassificate nel nuovo gruppo 462; una conversione al monofase dell'intero gruppo 362 fu inizialmente presa in considerazione ma successivamente abbandonata.
Con la disgregazione della Jugoslavia le restanti 48 locomotive del gruppo 362 furono suddivise fra le ferrovie croate (HŽ) e le ferrovie slovene (SŽ).
Le ferrovie croate rinumerarono le macchine nella nuova serie 1061, con numeri da 001 a 023 per quelle della prima serie, e da 101 a 109 per quelle della seconda. Le locomotive furono verniciate in una nuova livrea azzurra.
In seguito alla progressiva conversione al monofase delle linee croate elettrificate a corrente continua, il numero di unità divenne sovrabbondante; tre di esse vennero modernizzate dalla TŽV Gredelj e vendute alle Ferrovie Nord Milano, dove furono inserite nei gruppi E.660 ed E.661, ma mai utilizzate in servizio regolare.
Le locomotive croate rimasero in servizio fino al 2012, quando le ultime tratte a corrente continua passarono al monofase.
Le ferrovie slovene mantennero la classificazione nel gruppo 362 e la livrea giallo-verde d'origine; le ultime unità furono ritirate dal servizio nel 2009.